# Organització Socialista d'Alliberament Nacional
La Organització Socialista d'Alliberament Nacional (OSAN) (Organización Socialista de Liberación Nacional) fue una organización política socialista e independentista del Rosellón, escindida de la Esquerra Catalana dels Treballadors (ECT, Izquierda Catalana de los Trabajadores) el 1977, dirigido por Pere Iu Baron. Se puso en contacto con el PSAN-Provisional, con el cual se unificó en el Congreso de Rià (Conflent) del 1979 y dio origen a Independentistes dels Països Catalans (IPC). Publicaba la revista La Nova Falç. El año 2000, Endavant-Organització Socialista d’Alliberament Nacional, recuperó este nombre. 
- Datos: Q11696853